# Mark Moses
Mark Moses (geboren op 24 februari 1958, New York) is een Amerikaans acteur, het meest bekend door zijn rollen als Dr. Henry Archer in Star Trek: Enterprise en als Paul Young in Desperate Housewives.
Als acteur had hij een paar kleinere rollen in Big Momma's House 2, Platoon en Star Trek: Voyager.

## Filmografie
Film:
- Platoon (1986)
- Someone to Watch Over Me (1987)
- Born on the Fourth of July (1987)
- Dead Men Don't Die (1990)
- Hollywood Heartbreak (1990)
- The Doors (1991)
- Gettyburg (1993)
- Just in Time (1997)
- Deep Impact (1998)
- One Man's Hero (1999)
- Treehouse Hostage (1999)
- Race To Space (2001)
- Red Dragon (2002)
- The Remembering Movies (2004)
- A One Time Thing (2004)
- After the Sunset (2004)
- Monster-in-Law (2005)
- Big Momma's House 2 (2006)
- Two Tickets to Paradise (2006)
- Letters from Iwo Jima (2006)
- Swing Vote (2008)
- Carriers (2009)
- And They're Off (2011)
- Seeking a Friend for the End of the World (2012)
- Flare: The Hunt (2012)
- Paranoia (2013)
- Cesar Chavez (2014)
- Atlas Shrugged: Part III (2014)
- Little Loopers (2015)

Televisieserie:
exclusief gastrollen
- Grand - als Richard Peyton (20 afleveringen, 1990)
- Diagnosis Murder - als Stuart Tyler/Robin Westlin (2 afleveringen, 1994-1995)
- Star Trek: Enterprise - als Henry Archer (2 afleveringen, 2001)
- Ally McBeal - als Advocaat Hoover/Hulpofficier van Justitie (2 afleveringen, 2001-2002)
- Presidio Med - als Nathan (2 afleveringen, 2002)
- Boston Legal - als A.D.A. George McDougal (2 afleveringen, 2007-2008)
- Desperate Housewives - als Paul Young (76 afleveringen, 2004-2011)
- The Killing - als Luitenant Erik Carlson (9 afleveringen, 2012)
- Key and Peele - als Civil War General (2 afleveringen, 2012)
- CSI: Crime Scene Investigation - als Jeffrey Forsythe/Scott Shelton (2 afleveringen, 2000-2012)
- Criminal Minds - als Directeur/Senator Cramer (3 afleveringen, 2011-2013)
- The Last Ship - als Michener (2 afleveringen, 2014)
- Manhattan - als Kolonel Alden Cox (8 afleveringen, 2014)
- Homeland - als Dennis Boyd (7 afleveringen, 2014)
- Mad Men - als Herman 'Duck' Phillips (22 afleveringen, 2007-2015)
- The Last Ship (7 afleveringen, 2015)
- So Help Me Todd (4 afleveringen, 2022-2024)

## Prijzen en nominaties
Screen Actors Guild Awards:
- 2005: Award gewonnen voor Outstanding Performance by an Ensemble in a Comedy Series met Desperate Housewives
- 2006: Award gewonnen voor Outstanding Performance by an Ensemble in a Comedy Series met Desperate Housewives
- 2009: Award gewonnen voor Outstanding Performance by an Ensemble in a Drama Series met Mad Men
- 2015: Genomineerd voor Outstanding Performance by an Ensemble in a Drama Series met Homeland